# Harpier
Harpier je slovenska indie rock skupina iz Ljubljane. Javnosti so se prvič predstavili februarja 2024 s singlom »Ne pusti«, ki je bil izbran za popevko tedna na radiu Val202. Dva meseca pozneje so izdali drugi singel »Grem nazaj«, ki je bil prav tako izbran za popevko tedna na radiu Val202.

Njihovo glasbo je z v več videospoti režiral slovenski režiser Ven Jemeršić.

## Trenutna zasedba
- Matija T. (vokal in kitara)
- Peter P. (kitara)
- Nik J. U. (bobni)
- Darjan B. (bas kitara)

## Diskografija
- Ali je kdo (EP) (2024)

## Videospoti
- Ne pusti (2024)
- Grem nazaj (2024)
- Ali je kdo (2024)
- Paranoja (2024)
- Počakaj me (2025)

## Nagrade in nominacije
Harpier so zmagali številna glasbena tekmovanja.
2024:
- Popevka tedna Val202 s pesmijo Ne pusti (8.3.2024) [3]
- Popevka tedna Val202 s pesmijo Grem nazaj (17.5.2024)[3]
- Glas mladih Črnomelj - zmagovalci bandovskega Glasa mladih[4]
- CMK STUDIO LIVE VOL. 5 Koper - zmagovalec natečaja[5]
- Festival Stična - zmagovalec natečaja

2025:
- Popevka tedna Val202 s pesmijo Počakaj me (28.2.2025) [3]
- Radio Si Standouts [6]